# Trespassers
Trespassers är Kashmirs sjätte studioalbum, utgivet 1 februari 2010.

## Låtlista
1. "Mouthful of Wasps" – 5:16
2. "Intruder" – 4:24
3. "Mantaray" – 4:10
4. "Pallas Athena" – 2:28
5. "Still Boy" – 5:12
6. "Bewildered In The City" – 6:29
7. "Pursuit Of Misery" – 4:07
8. "Time Has Deserted Us" – 4:04
9. "Danger Bear" – 3:40
10. "The Indian (That Dwells in This Chest)" – 5:23
11. "Track 11" - Hidden Track - 7:01

## Singlar
1. "Mouthful of Wasps"
2. "Still Boy"
3. "Pursuit of Misery"
4. "Bewildered in the City"